# Antonella Ferradans
María Antonella Ferradans Cayetano (Montevideo, 2 de mayo de 2001), más conocida como Antonella Ferradans, es una futbolista uruguaya que también posee nacionalidad española. Juega de defensa, como lateral izquierda o central en el equipo argentino de Ferro Carril Oeste. Es internacional con la Selección de Uruguay

## Trayectoria

### Inicios
Comenzó jugando desde niña contra sus compañeros varones en la escuela de Ciudad de la Costa, ciudad donde residía. Por iniciativa de una mujer que la cuidaba de pequeña mientras su madre trabajaba se inscribió para jugar baby fútbol, comenzó en San José de Carrasco y estuvo allí por tres años hasta que luego se marchó a Four Season. Se quedó en este último club hasta sus 14 años, debido a que por su edad ya no podía competir contra varones en la categoría.

### Nacional
A los 14 años de edad se inicia en su primera experiencia compitiendo en fútbol femenino con Nacional, formando parte del equipo juvenil sub-16 categoría en la que se consagró campeona en su primer año en el que puede destacarse un partido en el que anotó 4 goles, en la goleada 35-0 ante Huracán del Paso. Formó parte del primer equipo de El Bolso en la temporada 2015-16. Jugó la Copa Libertadores 2016. Con el cambio del cuerpo técnico en Nacional fue relegada al equipo sub-18 para la temporada 2017 y debido a esto, y entre otras divergencias, decidió abandonar el equipo.

### Progreso
En 2018 y 2019 integró el plantel del Club Atlético Progreso.

### Nacional (segunda etapa)
Para la temporada de 2020 se integra al equipo de Nacional en su segunda etapa en el club. En marzo de ese mismo año firma su primer contrato profesional, junto a sus compañeras Josefina Villanueva y Esperanza Pizarro, este hecho fue considerado histórico en el fútbol femenino uruguayo. fue campeona del Campeonato Uruguayo 2020. A principios de 2022 renueva su vínculo con la institución y en enero de 2023 vuelve a repetir la renovación.

## Selección nacional
Ferradans representó a Uruguay en la Copa Mundial Femenina Sub-17 de la FIFA 2018. Su primera convocatoria con la selección mayor fue el 4 de marzo de 2019 en un amistoso ante Francia sin ingresar al campo. Hizo su debut mayor el 23 de mayo de 2019 en un partido amistoso ante Argentina. En 2020 fue parte de su seleccionado de dicha categoría en el Campeonato Sudamericano Sub-20. El 9 de febrero de 2023 fue citada para disputar el Tournoi de France de fútbol femenino.

## Estadísticas

### Clubes
| Club                 | País    | Año             |
| -------------------- | ------- | --------------- |
| Nacional de Football | Uruguay | 2015 - 2017     |
| Progreso             | Uruguay | 2018 - 2019     |
| Nacional de Football | Uruguay | 2020 - presente |